# Columbus (Dakota Północna)
Columbus – miasto w Stanach Zjednoczonych, w stanie Dakota Północna, w hrabstwie Burke.